# Groupe C du Championnat du monde masculin de handball 2009
Cet article détaille les matchs du Groupe C de la phase préliminaire du Championnat du monde 2009 de handball organisé au Croatie du 16 janvier au 1er février 2009.
Ce groupe a été le plus indécis de la phase préliminaire. Après des débuts hésitants face à la Russie (match nul 26-26) et la Tunisie (victoire 26-24), les Allemands, tenant du titre remportent nettement les trois matchs suivants et s’assurent la première place du groupe. A l’inverse, pour l’Algérie, la courte défaite face à la Russie 28 à 29 ne compense les quatre autres lourdes défaites subies (entre -11 et -17). Portés par un Kiril Lazarov qui terminera meilleur buteur de la compétition, la Macédoine accroche la seconde place malgré la défaite inaugurale face à la Tunisie et est accompagné par les vice-champions du monde en titre polonais, au détriment de décevants Russes et de Tunisiens auteurs pourtant de bons matchs.

## Classement final
| \| \| Équipe \| Pts \| J \| G \| N \| P \| Bp \| Bc \| Diff \| \| - \| --------- \| --- \| - \| - \| - \| - \| --- \| --- \| ---- \| \| 1 \| Allemagne \| 9 \| 5 \| 4 \| 1 \| 0 \| 147 \| 116 \| 31 \| \| 2 \| Macédoine \| 6 \| 5 \| 3 \| 0 \| 2 \| 145 \| 136 \| 9 \| \| 3 \| Pologne \| 6 \| 5 \| 3 \| 0 \| 2 \| 146 \| 131 \| 15 \| \| 4 \| Russie \| 5 \| 5 \| 2 \| 1 \| 2 \| 143 \| 145 \| -2 \| \| 5 \| Tunisie \| 4 \| 5 \| 2 \| 0 \| 3 \| 132 \| 153 \| -21 \| \| 6 \| Algérie \| 0 \| 5 \| 0 \| 0 \| 5 \| 125 \| 157 \| -32 \| | - Qualification pour le tour principal - Qualification pour la Coupe du Président |     |   |   |   |   |     |     |      |
| | Équipe                                                                            | Pts | J | G | N | P | Bp  | Bc  | Diff |
| 1 | Allemagne                                                                         | 9   | 5 | 4 | 1 | 0 | 147 | 116 | 31   |
| 2 | Macédoine                                                                         | 6   | 5 | 3 | 0 | 2 | 145 | 136 | 9    |
| 3 | Pologne                                                                           | 6   | 5 | 3 | 0 | 2 | 146 | 131 | 15   |
| 4 | Russie                                                                            | 5   | 5 | 2 | 1 | 2 | 143 | 145 | -2   |
| 5 | Tunisie                                                                           | 4   | 5 | 2 | 0 | 3 | 132 | 153 | -21  |
| 6 | Algérie                                                                           | 0   | 5 | 0 | 0 | 5 | 125 | 157 | -32  |

## Détail des matchs

### Journée 1
| 17 janvier 2009 15h30 CET | Pologne                  | 39 – 22 | Algérie    | Varaždin Arena, Varaždin Affluence : 3 500 Arbitrage : Opava, Valek |
| 17 janvier 2009 15h30 CET | Jurasik, T. Tłuczyński 6 | (17–8)  | Chehbour 6 | Varaždin Arena, Varaždin Affluence : 3 500 Arbitrage : Opava, Valek |
| 17 janvier 2009 15h30 CET | ×3                       | Rapport | ×3 ×7      | Varaždin Arena, Varaždin Affluence : 3 500 Arbitrage : Opava, Valek |

| 17 janvier 2009 17h30 CET | Allemagne | 26 - 26   | Russie                   | Varaždin Arena, Varaždin Affluence : 4 600 Arbitrage : Gjeding, Hansen |
| 17 janvier 2009 17h30 CET | Hens 9    | (15 - 14) | Rastvortsev, Igropoulo 5 | Varaždin Arena, Varaždin Affluence : 4 600 Arbitrage : Gjeding, Hansen |
| 17 janvier 2009 17h30 CET | ×3 ×5     | Rapport   | ×3 ×9                    | Varaždin Arena, Varaždin Affluence : 4 600 Arbitrage : Gjeding, Hansen |

| 17 janvier 2009 19h30 CET | Macédoine du Nord | 24 – 25 | Tunisie | Varaždin Arena, Varaždin Affluence : 3 500 Arbitrage : Cacador, Nicolau |
| 17 janvier 2009 19h30 CET | K. Lazarov 9      | (14–13) | Tej 6   | Varaždin Arena, Varaždin Affluence : 3 500 Arbitrage : Cacador, Nicolau |
| 17 janvier 2009 19h30 CET | ×3 ×1             | Rapport | ×4 ×1   | Varaždin Arena, Varaždin Affluence : 3 500 Arbitrage : Cacador, Nicolau |

### Journée 2
| 18 janvier 2009 15h30 CET | Algérie    | 19 – 32 | Macédoine du Nord | Varaždin Arena, Varaždin Affluence : 2 000 Arbitrage : Gjeding, Hansen |
| 18 janvier 2009 15h30 CET | Chehbour 6 | (8–16)  | K. Lazarov 9      | Varaždin Arena, Varaždin Affluence : 2 000 Arbitrage : Gjeding, Hansen |
| 18 janvier 2009 15h30 CET | ×3 ×4      | Rapport | ×3 ×4             | Varaždin Arena, Varaždin Affluence : 2 000 Arbitrage : Gjeding, Hansen |

| 18 janvier 2009 17h30 CET | Tunisie  | 24 – 26 | Allemagne | Varaždin Arena, Varaždin Affluence : 3 500 Arbitrage : Opava, Valek |
| 18 janvier 2009 17h30 CET | Hammed 9 | (12–12) | Hens 6    | Varaždin Arena, Varaždin Affluence : 3 500 Arbitrage : Opava, Valek |
| 18 janvier 2009 17h30 CET | ×2 ×7 ×1 | Rapport | ×3 ×6     | Varaždin Arena, Varaždin Affluence : 3 500 Arbitrage : Opava, Valek |

| 18 janvier 2009 19h30 CET | Russie      | 22 - 24   | Pologne                          | Varaždin Arena, Varaždin Affluence : 3 000 Arbitrage : Krstić, Ljubić |
| 18 janvier 2009 19h30 CET | Igropoulo 6 | (14 - 11) | K. Lijewski, Bielecki, Jurasik 4 | Varaždin Arena, Varaždin Affluence : 3 000 Arbitrage : Krstić, Ljubić |
| 18 janvier 2009 19h30 CET | ×3 ×10 ×2   | Rapport   | ×4 ×7                            | Varaždin Arena, Varaždin Affluence : 3 000 Arbitrage : Krstić, Ljubić |

### Journée 3
| 19 janvier 2009 15h30 CET | Pologne                 | 29 - 30   | Macédoine du Nord | Varaždin Arena, Varaždin Affluence : 1 500 Arbitrage : Cacador, Nicolau |
| 19 janvier 2009 15h30 CET | M. Lijewski, Bielecki 7 | (15 - 16) | K. Lazarov 13     | Varaždin Arena, Varaždin Affluence : 1 500 Arbitrage : Cacador, Nicolau |
| 19 janvier 2009 15h30 CET | ×3 ×4                   | Rapport   | ×4                | Varaždin Arena, Varaždin Affluence : 1 500 Arbitrage : Cacador, Nicolau |

| 19 janvier 2009 17h30 CET | Allemagne | 32 – 20 | Algérie   | Varaždin Arena, Varaždin Affluence : 1 500 Arbitrage : Krstić, Ljubić |
| 19 janvier 2009 17h30 CET | Jansen 6  | (16–10) | Berriah 8 | Varaždin Arena, Varaždin Affluence : 1 500 Arbitrage : Krstić, Ljubić |
| 19 janvier 2009 17h30 CET | ×4 ×6     | Rapport | ×4        | Varaždin Arena, Varaždin Affluence : 1 500 Arbitrage : Krstić, Ljubić |

| 19 janvier 2009 19h30 CET | Russie              | 36 – 31 | Tunisie  | Varaždin Arena, Varaždin Affluence : 1 000 Arbitrage : Gjeding, Hansen |
| 19 janvier 2009 19h30 CET | Kovalev, Filippov 7 | (16–11) | Touati 9 | Varaždin Arena, Varaždin Affluence : 1 000 Arbitrage : Gjeding, Hansen |
| 19 janvier 2009 19h30 CET | ×2 ×7 ×1            | Rapport | ×3 ×4    | Varaždin Arena, Varaždin Affluence : 1 000 Arbitrage : Gjeding, Hansen |

### Journée 4
| 21 janvier 2009 15h30 CET | Algérie    | 28 – 29 | Russie     | Varaždin Arena, Varaždin Affluence : 2 000 Arbitrage : Cacador, Nicolau |
| 21 janvier 2009 15h30 CET | Boudrali 6 | (14–17) | Filippov 9 | Varaždin Arena, Varaždin Affluence : 2 000 Arbitrage : Cacador, Nicolau |
| 21 janvier 2009 15h30 CET | ×3         | Rapport | ×3         | Varaždin Arena, Varaždin Affluence : 2 000 Arbitrage : Cacador, Nicolau |

| 21 janvier 2009 17h30 CET | Macédoine du Nord | 23 - 33   | Allemagne  | Varaždin Arena, Varaždin Affluence : 3 000 Arbitrage : Opava, Valek |
| 21 janvier 2009 17h30 CET | K. Lazarov 9      | (14 - 13) | Glandorf 9 | Varaždin Arena, Varaždin Affluence : 3 000 Arbitrage : Opava, Valek |
| 21 janvier 2009 17h30 CET | ×3 ×6 ×2          | Rapport   | ×3 ×7 ×1   | Varaždin Arena, Varaždin Affluence : 3 000 Arbitrage : Opava, Valek |

| 21 janvier 2009 19h30 CET | Pologne          | 31 – 27 | Tunisie  | Varaždin Arena, Varaždin Affluence : 800 Arbitrage : Krstić, Ljubić |
| 21 janvier 2009 19h30 CET | T. Tłuczyński 11 | (16–11) | Hedoui 6 | Varaždin Arena, Varaždin Affluence : 800 Arbitrage : Krstić, Ljubić |
| 21 janvier 2009 19h30 CET | ×3               | Rapport | ×4 ×9 ×1 | Varaždin Arena, Varaždin Affluence : 800 Arbitrage : Krstić, Ljubić |

### Journée 5
| 22 janvier 2009 15h30 CET | Macédoine du Nord | 36 - 30   | Russie       | Varaždin Arena, Varaždin Affluence : 4 000 Arbitrage : Gjeding, Hansen |
| 22 janvier 2009 15h30 CET | K. Lazarov 13     | (15 - 14) | Igropoulo 13 | Varaždin Arena, Varaždin Affluence : 4 000 Arbitrage : Gjeding, Hansen |
| 22 janvier 2009 15h30 CET | ×3 ×10 ×1         | Rapport   | ×3 ×7        | Varaždin Arena, Varaždin Affluence : 4 000 Arbitrage : Gjeding, Hansen |

| 22 janvier 2009 17h30 CET | Allemagne | 30 - 23   | Pologne         | Varaždin Arena, Varaždin Affluence : 4 000 Arbitrage : Cacador, Nicolau |
| 22 janvier 2009 17h30 CET | Kraus 7   | (14 - 11) | T. Tłuczyński 6 | Varaždin Arena, Varaždin Affluence : 4 000 Arbitrage : Cacador, Nicolau |
| 22 janvier 2009 17h30 CET | ×3 ×9 ×1  | Rapport   | ×4 ×5           | Varaždin Arena, Varaždin Affluence : 4 000 Arbitrage : Cacador, Nicolau |

| 22 janvier 2009 19h30 CET | Tunisie   | 36 – 25 | Algérie   | Varaždin Arena, Varaždin Affluence : 300 Arbitrage : Opava, Valek |
| 22 janvier 2009 19h30 CET | Touati 12 | (18–11) | Bouakaz 5 | Varaždin Arena, Varaždin Affluence : 300 Arbitrage : Opava, Valek |
| 22 janvier 2009 19h30 CET | ×3        | Rapport | ×2 ×9 ×1  | Varaždin Arena, Varaždin Affluence : 300 Arbitrage : Opava, Valek |